# 弗雷泽·默里
弗雷泽·默里（英語：Fraser Murray；1999年5月7日—）是一名蘇格蘭足球運動員，在場上的位置是中場。他現在效力於蘇格蘭足球冠軍聯賽球隊基马诺克。

## 球會生涯

### 希伯尼安
2016年9月的2016/17年蘇格蘭挑戰盃，默里首次獲得上場機會，對手為高地足球聯賽球隊塔里夫聯，並打進一球使球隊以3-0取勝。後來他在對拉夫流浪的比賽中首次聯賽上場，球隊以3-2取勝。
2018年10月，他與球會簽下一份合約，至2023年夏天結束。
2020年9月，他被外借至蘇格蘭足球冠軍聯賽球隊邓弗姆林，為期一個賽季。10月13日對基马诺克的比賽打進在邓弗姆林首顆進球，最終以3-0取勝。

## 國家隊生涯
默里在2017年11月曾入選蘇格蘭U19名單，共代表U19上場5次。